# 蒙古族人名
蒙古人的姓名有多种命名方式，而且受藏语文化、汉语文化、和俄语文化影响很大。

## 传统名
傳統蒙古人名姓與名不連稱，乌兰夫、斯琴高娃、腾格尔、杨魏玲花等都只是名字。現今的蒙古人名通常由兩個元素組成，在命名时，有通常和力量、钢铁等相关的男性名字，如ᠪᠠᠭᠠᠲᠤᠷ（巴特尔）英雄。也有和ᠨᠠᠷᠠ（那日）日、ᠰᠠᠷᠠᠨ（薩仁）月、ᠴᠡᠴᠡᠭ（其其格）花、颜色等相关的女性名字，如ᠭᠤᠸ᠎ᠠ （高娃）美丽。还有中性的，如ᠪᠠᠶᠠᠷ（巴雅尔）幸福、ᠣᠶᠤᠨ（乌云）智慧等。
蒙古人的名字和大多数其他民族一样，由父母、长辈或者宗教人士（喇嘛）命名。另外有的蒙古人会给孩子起一个贬义的乳名，以避邪。
在古代蒙古男性名稱中结尾的台（歹）是指出身的部落，如窝阔台。

## 藏化名
由于蒙古族传统上信奉藏传佛教，有些人也常用藏语或经藏语传承的梵文命名，如达尔扎、多吉（或道尔吉，闪电之意）、周恩来的侄女婿歌唱家拉苏荣。另外也有很多人以一周七天中出生日的名称命名，而蒙古语中周一到周日的名称来源于藏语。例如相撲選手白鵬翔，本名達瓦扎爾嘎勒，「達瓦」即是「星期一」。

## 汉化名
中国的部分蒙古人在清末之后开始与汉人混居，有的蒙古人的名字甚至生活习惯彻底汉化，如李守信。在内蒙古，一些人以部落名称的第一个或者最后一个音节，或者其他事物为基础，取一个汉族的姓氏，配以蒙古或者汉族的名字。在土默特蒙古人中，现在姓云或者张的人很多，譬如云曙碧。有些汉姓来自部族名称缩写，譬如孛儿只斤氏的一些蒙古人姓“包”、白，如包悦卿、白云梯。

## 俄化名
在蒙古国，由于受到俄国（包括苏联）几十年的影响，一些人取了俄式的名字，如“亚历山大”、“萨拉”等等。

## 姓氏
每个蒙古人所属的部落有名称，然而部落名并未与个人的姓名直接连在一起使用。传统部落名有孛兒只斤、永谢布、克烈得、巴苏德、豪尼钦、浩日钦等。但是在20世纪部落名称被淡化。目前内蒙古很多蒙古人护照中姓往往只是“***”。
现代蒙古国蒙古人名的构成主要是将父名按语法规则变为表示所属关系的形式，即加上属格后缀-yn或-in，写在名字之前。如Zhamsrangin Sambu（扎木斯朗·桑布），意思是“扎木斯朗之子桑布”，汉译时，须去掉词尾，按原形音译。
1997年，蒙古国正式立法允许使用姓氏（ovog）。蒙古国允许公民自行选择姓氏，可以是历史上的显赫氏族，或是自己的名字，抑或是有正面意义的词语，冠于名前。例如蒙古国第一位宇航员朱格德尔德米德·古尔拉格查为自己选择了姓氏“桑萨尔”（Sansar，外太空）。这些姓氏并不会出现在护照等正式档案上。

## 蒙古族常见人名
蒙古族的常见人名（蒙古国）如下。
| 传统蒙文     | 西里尔蒙文  | 拉丁转写     | 常用汉字音译转写             | 意义                   | 性别  | 出现人数 |
| ------------ | ----------- | ------------ | ---------------------------- | ---------------------- | ----- | -------- |
| ᠪᠠᠲᠤ-ᠡᠷᠳᠡᠨᠢ  | Бат-Эрдэнэ  | Bat-Erdene   | 巴特-额尔德尼                | 坚固的宝石             | 男    | 13,473   |
| ᠣᠳᠬᠣᠨᠪᠠᠶᠠᠷ   | Отгонбаяр   | Otgonbayar   | 奥根巴雅尔                   | 有福的幼子             | 男    | 11,083   |
| ᠠᠯᠲᠠᠨᠴᠡᠴᠡᠭ   | Алтанцэцэг  | Altantsetseg | 阿拉坦其其格                 | 金色花                 | 女    | 10,967   |
| ᠣᠶᠤᠨᠴᠢᠮᠡᠭ    | Оюунчимэг   | Oyuunchimeg  | 乌云其木格                   | 睿智                   | 女    | 10,580   |
| ᠪᠠᠲᠤᠪᠠᠶᠠᠷ    | Батбаяр     | Batbayar     | 巴特巴雅尔                   | 稳定的幸福             | 男    | 10,570   |
| ᠪᠣᠯᠣᠷᠮ᠎ᠠ      | Болормаа    | Bolormaa     | 包勒尔玛、宝乐日玛、波露茹瑪 | 水晶女人               | 女    | 10,282   |
| ᠡᠩᠬᠡᠲᠤᠶᠠᠭ᠎ᠠ   | Энхтуяа     | Enkhtuyaa    | 恩克图雅                     | 和平之光               | 女    | 9,721    |
| ᡀᠠᠭᠸᠠᠰᠦ᠋ᠷᠦᠩ   | Лхагвасүрэн | Lkhagvasüren | 拉哇嘎苏伦                   | 壮丽的星期三（生的人） | 男/女 | 9,334    |
| ᠭᠠᠩᠲᠤᠯᠭ᠎ᠠ     | Гантулга    | Gantulga     | 钢图力嘎                     | 钢锅架                 | 男    | 9,268    |
| ᠡᠷᠳᠡᠨᠢᠴᠢᠮᠡᠭ  | Эрдэнэчимэг | Erdenechimeg | 额尔德尼其木格               | 宝石般闪耀             | 女    | 9,232    |
| ᠭᠠᠩᠪᠣᠯᠣᠳ     | Ганболд     | Ganbold      | 钢宝勒德                     | 无比刚强               | 男    | 9,118    |
| ᠨᠡᠷ᠎ᠡ ᠦᠭᠡᠢ    | Нэргүй      | Nergüi       | 内尔古翼                     | 无名氏                 | 女/男 | 8,874    |
| ᠡᠩᠬᠡᠵᠢᠷᠭᠠᠯ   | Энхжаргал   | Enkhjargal   | 恩和吉日嘎拉                 | 宁静的幸福             | 女/男 | 8,843    |
| ᠭᠠᠩᠵᠣᠷᠢᠭ     | Ганзориг    | Ganzorig     | 钢卓力格                     | 钢铁般的勇气           | 男    | 8,760    |
| ᠨᠠᠷᠠᠨᠴᠡᠴᠡᠭ   | Наранцэцэг  | Narantsetseg | 娜仁其其格                   | 太阳花                 | 女    | 8,754    |
| ᠫᠦᠷᠪᠦᠰᠦ᠋ᠷᠦᠩ   | Пүрэвсүрэн  | Pürevsüren   | 普日布苏伦                   | 壮丽的星期四（生的人） | 男/女 | 8,691    |
| ᠭᠠᠩᠪᠠᠭᠠᠲᠤᠷ   | Ганбаатар   | Ganbaatar    | 钢巴特尔                     | 钢铁英雄               | 男    | 8,651    |
| ᠮᠥᠩᠬᠡᠴᠡᠴᠡᠭ   | Мөнхцэцэг   | Mönkhtsetseg | 蒙克琪琪格                   | 永恒之花               | 女    | 8,613    |
| ᠮᠥᠩᠬᠡᠪᠠᠲᠤ    | Мөнхбат     | Mönkhbat     | 蒙克巴特尔                   | 永远坚固               | 男    | 8,612    |
| ᠮᠥᠩᠬᠡ-ᠡᠷᠳᠡᠨᠢ | Мөнх-Эрдэнэ | Mönkh-Erdene | 蒙克-额尔德尼                | 永恒的宝石             | 男/女 | 8,467    |